# Васконселос Лопес, Брено
Бре́но Энри́ке Васконсе́лос Ло́пес (порт.-браз. Breno Henrique Vasconcelos Lopes; род. 24 января 1996, Белу-Оризонти) — бразильский футболист, нападающий клуба «Палмейрас».

## Биография
Брено Лопес родился в Белу-Оризонти, и на протяжении шести лет занимался в академии «Крузейро». Однако в 18 лет он покинул родную команду и вначале хотел завязать с футболом, но по совету друга сумел пройти просмотр в школе «Сан-Жозе» (Порту-Алегри). Затем занимался в школе «Керамики», а в 2015 году попал в молодёжный состав «Жоинвиля». В основе последнего клуба дебютировал 6 марта 2016 года в домашнем матче Лиги Катариненсе против «Гуарани» из Пальосы. Брено вышел на замену во втором тайме, и его команда выиграла со счётом 2:1. В 2016 году непродолжительное время играл на правах аренды за «Жувентус» (Жарагуа-ду-Сул).
В начале 2019 года нападающий перешёл в «Жувентуде». Во второй половине года на правах аренды выступал за «Фигейренсе», а в начале 2020 года был арендован «Атлетико Паранаэнсе». Он сыграл пять матчей в чемпионате штата Парана и забил один гол, после чего вернулся в «Жувентуде». Уже во второй половине года, после завершения паузы, вызванной пандемией COVID-19, «Атлетико Паранаэнсе» стал чемпионом штата. Между тем, сам Брено весьма результативно выступал в Серии B — после 16 тура к концу октября на его счету было девять забитых голов и лидерство в списке лучших бомбардиров дивизиона.
Брено сыграл ещё в трёх матчах в Серии B, и 10 ноября 2020 года было объявлено о продаже нападающего в «Палмейрас». Через пять дней новичок дебютировал за «зелёных» в домашней игре Серии A против «Флуминенсе». Брено вышел на поле на 76 минуте вместо Виллиана, а его команда одержала победу со счётом 2:0. 9 декабря 2020 года игрок дебютировал в Кубке Либертадорес 2020. В гостевом матче 1/4 финала с парагвайским «Либертадом» «свиньи» сыграли вничью 1:1, а Брено вышел на замену в середине второго тайма.
Звёздным периодом в карьере Брено Лопеса стал январь 2021 года. В своей 12-й игре за «Палмейрас» в чемпионате Бразилии нападающий отметился первым голом в ворота «Васко да Гамы» — 27 января команды сыграли вничью 1:1. Через три дня Брено вышел на замену в финале Кубка Либертадорес против «Сантоса» на 85 минуте. Для нападающего это была пятая игра в розыгрыше, и на девятой компенсированной минуте он забил гол головой с передачи Рони. Этот мяч стал единственным и победным для команды, которая стала двухкратным обладателем Кубка Либертадорес.

## Достижения
- Чемпион штата Парана (1): 2020 (постфактум)
- Обладатель Кубка Либертадорес (2): 2020, 2021